# Maripaz Jaramillo
María de la Paz Jaramillo, conocida como Maripaz Jaramillo (Manizales, Caldas, 1948), es una artista plástica colombiana, destacada principalmente en la pintura, egresada de Bellas Artes de la Universidad de los Andes. Se le considera una de las principales representantes del movimiento expresionista colombiano.

## Inicios
Desde su adolescencia Maripaz se interesó por diferentes manifestaciones artísticas, desde el diseño de modas hasta la escultura, pasando por el grabado y la pintura, arte que la daría a conocer. Cursó sus estudios secundarios en Inglaterra, luego de ser expulsada de dos colegios en Bogotá. Posteriormente inició estudios de modelaje y diseño de modas en el Lucy Clayton School.

### Estudios
En 1968 regresa a Bogotá, donde contrae matrimonio con el arquitecto Benjamín Barney e ingresa a la Universidad de los Andes a realizar estudios de Bellas Artes, en la universidad controvirtió varias veces con sus profesores, entre los que se contaban Juan Antonio Roda, Juan Cárdenas, Carlos Rojas González y Luis Caballero Holguín, ya que se rehusaba a pintar los bodegones que pedían en sus clases; ella prefería escapar a tales lineamientos y dejarse llevar por la búsqueda de su sello personal.  En 1973 se gradúa como artista plástica. 
Posteriormente asiste a los talleres de arte de Stanley William Hayter en París, de Luis Camnitzer en Italia y de la Escuela de Arte de Chelsea.

## Labor artística

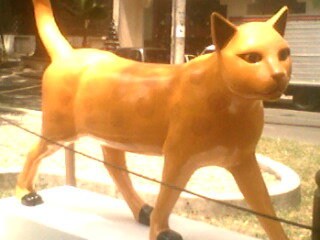
Escultura de la gata coqueta, ubicada en Cali

La producción artística de Maripaz Jaramillo se caracteriza por el uso colores fuertes y la falta de fineza en los trazos, se aleja de la belleza formal y de las exigencias académicas, su dibujo tosco y colorido ha sido muchas veces calificado de “deficiente” por la crítica; sin embargo la artista no ha pretendido mejorar su técnica, ya que no busca con su obra replicar la realidad sino interpretarla exagerándola y abreviándola.
La sensualidad ha sido una constante en el trabajo de la artista, inicialmente en mujeres que por lo general estaban con el pecho descubierto y más recientemente se ha dedicado a pintar parejas en diferentes contextos entre las cuales el deseo es inocultable. Algunos comentaristas catalogan su trabajo como expresionismo con tintes críticos porque problematiza la realidad, sin embargo la misma Maripaz dice que ven en su trabajo un fondo político que ella realmente no busca.
En la última exposición de Maripaz Jaramillo titulada Ellas, se retoman las siluetas femeninas que hacía 30 años exploro en las series Los objetos y los oficios de la mujer y La máquina de la vida. Mostrando su estilo en Alonso Garcés Galería con esta nueva serie, donde alrededor de 30 mujeres se toman este espacio.
Ya no son aquellos aventurados movimientos de sus coreografías, besos o abrazos los que impactan sino su asumida soledad trabajada por su experiencia profesional, donde elige lo mejor en peinados, prendas al estilo de desfile de modas, demarcando su elegancia y altivez. Al participar y visualizar en estas obras se puede apreciar el color y la forma, espacio y cuerpo, choque visual y armonía que encierra a la mujer en un espacio en medio de la naturaleza. Se ve su trascendencia y su gran amor por la pintura como ella lo caracteriza en sus entrevistas hechas a lo largo de su carrera profesional.

### Exposiciones
En 1971 participa por primera vez en una exposición colectiva, el XXII Salón Nacional de Artistas en el Museo Nacional de Colombia. En adelante empezaría un exitoso recorrido que incluye, entre otras, las siguientes exposiciones:
- Muestra de artistas jóvenes del Museo La Tertulia de Cali, 1972.

- Nuevos Nombres en el Arte Colombiano del Museo de Arte Moderno de Bogotá, 1973.

- Salón Panamericano de Artistas Jóvenes en Caracas, 1973.

- III Bienal Americana de Artes Gráficas del Museo La Tertulia, 1976.

- Arte Actual de Iberoamérica del Instituto de Cultura Hispánica en Madrid, 1977.

- Quince Artistas de Colombia en la Bienal de Italia, 1978.

- Contemporany Latin American Art' del Museo Chrysler en Norfolk, 1983.

- XIII Bienal de París, 1985.

- Jóvenes Latinoamericanos en Nagoya, Japón, 1991.

- Arte Colombiano Contemporáneo en Leverkusen, Alemania, 1997.

Así mismo ha presentado sus obras en varias exposiciones individuales, entre las que se cuentan:
- Proyectos una exposición de grabado en el Museo de Arte Moderno de Bogotá, 1979.

- Serie Galápagos realizada luego de un viaje de la artista a las Islas Galápagos y presentada en La Galería de Quito y el Museo La Tertulia de Cali en 1988 y 1989 respectivamente.

- Serie Caribe producto de su visita a la Costa Atlántica Colombiana, presentada en el Museo de Arte Moderno de Medellín en 1989, en la Galería Chica Morales de Cartagena y en la Galería de Key Biscayne en Florida en 1991

- Amores y amantes en el Museo de Arte Moderno de Bogotá, 1990; en el Museo la Tertulia y el Museo Bolivariano de Arte Contemporáneo de Santa Marta en 1991

- Flora y Magiaen la Galería Diners de Bogotá y el Museo La Tertulia, 1993; y en La Galería de Quito, 1994.

- MariPaz: 1970-1995, organizada por el Museo de Arte Moderno de Bogotá, en la que se presentaron 196 obras de Maripaz realizadas en sus, hasta entonces, quince años de carrera artística, 1995.

- Mariposas Maripaz en la Galería Diners de Bogotá, 2000.

- Exposición a la India en la Academia Lalit Kala de India, 2001.

- Ellas en Alonso Garcés Galería de Bogotá, 2012

### Premios y distinciones
Algunos de los premios, reconocimientos y distinciones que Maripaz ha obtenido a lo largo de su carrera son:
- En 1969 obtiene el primer premio a su labor artística, en un concurso organizado por la Universidad de los Andes en el que presentó un Bolívar en pintura y collage sobre tela.

- En 1974 gana el primer premio del XXV Salón Nacional de Artistas por su serie de grabados en metal La Señora Macbeth

- En 1976 los grabados en metal La novia y La viuda la hacen merecedora del segundo premio del Salón Regional de la Universidad del Valle; y por el grabado Manuela Sáenz obtiene medalla de oro en el Intergrafik 76 organizado en Berlín; premio que obtendría nuevamente en el Intergrafik 80 de 1980 por la serigrafía Tú amor no me conviene

- En la Bienal Americana de Grabado de 1977 obtiene el tercer lugar por la serigrafía La voz dorada

- En 1982 participa en la Bienal de Artes Gráficas de Irlanda y obtiene el segundo premio.

## Otras ocupaciones
En 1983 dictó clases de gráfica en la Universidad de los Andes. Desde el año 2004 se dedicó a trabajar como asesora y colaboradora del expresidente de Colombia Álvaro Uribe Vélez, en el comité de cultura, de este trabajo surgió su más reciente serie de pinturas denominada Besos y abrazos, la cual es un acercamiento al poder y la política nacional.